# Великое и смешное
«Великое и смешное» — сольный альбом Вадима Степанцова, выпущенный в 2007 году под лейблом Navigator Records. Записан на студии PanSound (Николаев, Украина). Весь материал исполнен в акустическом варианте.
Термин «симфо-панк» был придуман Вадимом во время обнародования своего сольного проекта Бедлам-Капелла, не получившего на данный момент развития, означает синтез классики, романса (преимущественно городского), шансона и рока. В трактовке Олега Нестерова «шансон с человеческим лицом», «альтернативный шансон».

## Список композиций
Тексты Вадима Степанцова.
Музыка группы Бахыт-Компот различных времен, кроме 2 (музыка Юрия Иванова) и 15 (музыка группы Лосьон).
1. Бесконечно влюбленный
2. Бухгалтер Иванов
3. Изабель
4. Дьявольская месса
5. Кладбищенская клубника
6. Для меня
7. Сладкое слово свобода
8. Реквием
9. Казак
10. Обнули меня
11. Тропа семейной жизни
12. Участки на Луне
13. Империя
14. 8 Марта — дурацкий праздник
15. 8 Марта — мамин праздник

## Участники
- Вадим Степанцов — вокал, лирика
- Валентин Задоянов — гитара, губная гармоника
- Александр Крыжановский — перкуссия, ударные
- Ирина Самарина — флейта, бэк-вокал
- Андрей Усатый — саунд-продюсер
- Александр (Искандэр Бахытович) Дрожжин — директор